# Danh sách tổ chức UFO
Đây là danh sách tổ chức phi chính phủ về UFO đáng chú ý trên khắp thế giới.

## Châu Á

### Nhật Bản
- Đảng UFO Nhật Bản (JUP)
- Hiệp hội Anh em Vũ trụ (CBA)
- Hội trường Giao lưu UFO Iino (FCIUF)
- Hội Nghiên cứu Đĩa bay Nhật Bản (JFSA)

### Trung Quốc
- Hội Khoa học UFO Trung Hoa (CSUS)
- Hội Nghiên cứu UFO Trung Quốc (CURO)

### Hồng Kông
- Hội UFO học Hồng Kông (HKUC)

### Đài Loan
- Hội UFO học Đài Loan (TUFOS)

### Indonesia
- BETA-UFO Indonesia (BETA-UFO Indonesia)
- UFONESIA Indonesia (UFONESIA Indonesia)
- Ufosiana (Ufosiana)

### Israel
- Hiệp hội Nghiên cứu UFO & Người ngoài hành tinh Israel

### Nga
- Kosmopoisk

### Thổ Nhĩ Kỳ
- Bảo tàng UFO Quốc tế Istanbul
- Trung tâm Nghiên cứu Khoa học Vũ trụ UFO Sirius

## Châu Âu

### Belarus
- UfoCom

### Estonia
- AKRAK (ngừng hoạt động)

### Bỉ
- Mạng lưới UFO Bỉ (BUFON)
- Hội Nghiên cứu Hiện tượng Không gian Bỉ (SOBEPS)
- Ủy ban Nghiên cứu Hiện tượng Không gian Bỉ (COBEPS)

### Bulgaria
- BUFONET

### Đan Mạch
- Thông tin UFO Scandinavia (SUI)

### Pháp
- Trung tâm Nghiên cứu Không gian Quốc gia (NCFS)
- Nhóm Thông tin & Nghiên cứu UFO (UFOSIG)

### Ý
- Trung tâm UFO Taranto (CUT)
- Trung tâm UFO Quốc gia (CUN)
- Trung tâm Nghiên cứu UFO Ý (CISU)

### Na Uy
- UFO-Norge

### Phần Lan
- UFO-Finland
- Suomen Ufotutkijat

### Ba Lan
- Chương trình Nghiên cứu UFO (NPN)

### România

#### Hoạt động
- Hiệp hội Nghiên cứu Hiện tượng Hàng không Vũ trụ Không xác định (ASFAN)
- Mạng lưới UFO România (RUFOn)

#### Ngừng hoạt động
- Nghiên cứu viên UFO România (RUFOR)

### Thụy Điển
- UFO-Sverige
- Văn khố Nghiên cứu UFO (AFU)

### Vương quốc Anh
- Hiệp hội Nghiên cứu UFO Anh (BUFORA)
- Nghiên cứu UFO Midland (UFORM)

## Bắc Mỹ

### Mỹ

#### Hoạt động
- Mạng lưới Điều tra Hiện tượng Không trung (APEN)
- Trung tâm Nghiên cứu Trí tuệ ngoài Trái Đất (CSETI)
- Trung tâm Nghiên cứu UFO (CUFOS)
- To the Stars
- Dự án Disclosure
- Liên hệ Giác ngộ Trí tuệ ngoài Trái Đất (ECETI)
- Viện Chính trị Ngoài hành tinh (ExoInst)
- Quỹ Nghiên cứu UFO (FUFOR)
- Viện Hợp tác Không gian (ICIS)
- Mạng lưới UFO Song phương (MUFON)
- Trung tâm Báo cáo UFO Quốc gia (NUFORC)
- Dự án 1947
- Đại hội UFO Quốc tế
- Hội nghị UFO Quốc gia
- Trung tâm Chào đón UFO
- Đội Tìm kiếm UFO (UFOSS)
- Nghiên cứu UFO Bắc Mỹ  (UFORNA)
- Đội Đặc nhiệm Hiện tượng Không trung Không xác định (UAPTF)

#### Ngừng hoạt động
- Tổ chức Nghiên cứu Hiện tượng Không trung (APRO)
- Công dân Chống đối Bí mật UFO (CAUS)
- Nghiên cứu Dân sự, Vật thể bay Liên hành tinh (CRIFO)
- Tình báo Đĩa bay Dân sự (CSI)
- Liên minh Tự do Thông tin (CFI)
- Hiệp hội Nghiên cứu MidOhio (MORA)
- Liên đoàn Điều tra viên UFO (UFOIL)
- Viện Khoa học Khám phá Quốc gia (NIDSci)
- Ủy ban Điều tra Hiện tượng Không trung Quốc gia (NICAP)

## Nam Mỹ

### Argentina
- Visión Ovni
- Ủy ban Nghiên cứu Hiện tượng UFO Cộng hòa Argentina (CEFORA)

### Brasil
- Nhóm UFO Guarujá Lưu trữ ngày 9 tháng 1 năm 2014 tại Wayback Machine (GUG)
- Ủy ban Nhà UFO học Brasil (CBU)
- Nhóm Nghiên cứu Khoa học UFO (GPCU)
- Trung tâm UFO học Brasil (CUB)
- Nhóm Nghiên cứu Hiện tượng Dị thường Hàng không Vũ trụ (GEFAA)

### Peru
- Cục Điều tra Hiện tượng Không trung Bất thường (DIFAA)

### Uruguay

#### Hoạt động
- Ủy ban Tiếp nhận và Điều tra Khiếu nại Vật thể bay Không xác định (C.R.I.D.O.V.N.I.)

#### Ngừng hoạt động
- Trung tâm Nghiên cứu Vật thể bay Xác định (C.O.V.I.D.)

## Châu Đại Dương

### Úc
- Mạng lưới Nghiên cứu UFO nước Úc (AUFORN)